# Julia Heron
Pour les articles homonymes, voir Héron (homonymie).

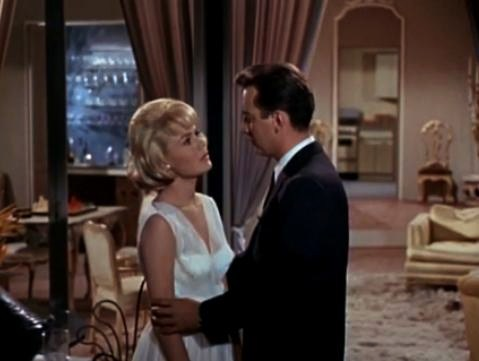
Décor pour Chambre à part (1965), avec Sandra Dee et Bobby Darin

Julia Heron est une décoratrice de cinéma et de télévision américaine, née le 21 novembre 1897 au Montana (lieu à préciser), morte le 9 avril 1977 à Los Angeles (Californie).

## Biographie
Pour le cinéma, Julia Heron contribue aux décors de près de cent-trente films américains (chez Universal notamment), sortis entre 1930 et 1967. Parmi lesquels se trouve Les Hauts de Hurlevent (1939, avec Laurence Olivier et Merle Oberon) et Les Plus Belles Années de notre vie (1946, avec Fredric March et Myrna Loy) de William Wyler, Le monde lui appartient de Raoul Walsh (1952, avec Gregory Peck et Ann Blyth) et Spartacus de Stanley Kubrick (1960, avec Kirk Douglas et Jean Simmons).
Ce dernier lui permet de gagner en 1961 un Oscar des meilleurs décors (elle obtient auparavant quatre autres nominations : voir détails ci-dessous).
Pour la télévision, elle est décoratrice sur seize séries américaines entre 1958 et 1966, dont Alfred Hitchcock présente (quarante-quatre épisodes, 1959-1962) et Suspicion (trente-huit épisodes, 1962-1964).
S'y ajoute un téléfilm diffusé en 1968, après quoi elle se retire.

## Filmographie partielle

### Cinéma
- 1930 : Pour décrocher la lune (Reaching for the Moon) de Edmund Goulding
- 1933 : Secrets de Frank Borzage
- 1934 : La Maison des Rothschild (The House of the Rothschild) d'Alfred L. Werker
- 1935 : Le Conquérant des Indes (Clive of India) de Richard Boleslawski
- 1935 : Cardinal Richelieu de Rowland V. Lee
- 1935 : Le Mouchard (The Informer) de John Ford
- 1935 : L'Appel de la forêt (The Call of the Wild) de William A. Wellman
- 1935 : Les Misérables de Richard Boleslawski
- 1936 : Le Vandale (Come and Get It) d'Howard Hawks et William Wyler
- 1937 : Stella Dallas de King Vidor
- 1937 : The Hurricane de John Ford
- 1937 : Rue sans issue (Dead End) de William Wyler
- 1938 : Les Aventures de Marco Polo (The Adventures of Marco Polo) d'Archie Mayo
- 1938 : Madame et son cowboy (The Cowboy and the Lady) d'H. C. Potter
- 1939 : Les Hauts de Hurlevent (Wuthering Heights) de William Wyler
- 1939 : Reine d'un jour (Winter Carnival) de Charles Reisner
- 1939 : Mélodie de la jeunesse (They Shall Have Music) d'Archie Mayo
- 1939 : La Glorieuse Aventure (The Real Glory) d'Henry Hathaway
- 1939 : Raffles, gentleman cambrioleur (Raffles) de Sam Wood
- 1939 : Divorcé malgré lui (Eternally Yours) de Tay Garnett
- 1940 : Le Cavalier du désert (The Westerner) de William Wyler
- 1940 : Les Hommes de la mer (The Long Voyage Home) de John Ford
- 1940 : Une petite ville sans histoire (Our Town) de Sam Wood
- 1940 : Le Poignard mystérieux (Slightly Honorable) de Tay Garnett
- 1940 : Destin dans la nuit (The House Across the Bay) d'Archie Mayo
- 1940 : Correspondant 17 (Foreign Correspondent) d'Alfred Hitchcock
- 1941 : Lady Hamilton (That Hamilton Woman) d'Alexander Korda
- 1941 : Cheers for Miss Bishop de Tay Garnett
- 1941 : Lydia de Julien Duvivier
- 1941 : Boule de feu (Ball of Fire) d'Howard Hawks
- 1942 : Jeux dangereux (To Be or Not to Be) d'Ernst Lubitsch
- 1942 : Le Livre de la jungle (Jungle Book) de Zoltan Korda
- 1943 : Les bourreaux meurent aussi (Hangmen Also Die!) de Fritz Lang
- 1943 : L'Ange des ténèbres (Edge of Darkness) de Lewis Milestone
- 1943 : Quand le jour viendra (Watch on the Rhine) d'Herman Shumlin
- 1944 : Casanova le petit (Casanova Brown) de Sam Wood
- 1944 : La Femme au portrait (The Woman in the Window) de Fritz Lang
- 1945 : Le Grand Bill (Along Came Jones) de Stuart Heisler
- 1946 : Le Journal d'une femme de chambre (The Diary of a Chambermaid) de Jean Renoir
- 1946 : Les Plus Belles Années de notre vie (The Best Years of Our Lives) de William Wyler
- 1947 : Honni soit qui mal y pense (The Bishop's Wife) d'Henry Koster
- 1948 : Si bémol et Fa dièse (A Song Is Born) d'Howard Hawks
- 1948 : Vous qui avez vingt ans (Enchantment) d'Irving Reis
- 1949 : Tête folle (My Foolish Heart) de Mark Robson
- 1950 : Celle de nulle part (Our Very Own) de David Miller
- 1950 : Harvey d'Henry Koster
- 1951 : Le Château de la terreur (The Strange Door) de Joseph Pevney
- 1951 : Eve paie sa dette (The Lady Pays Off) de Douglas Sirk
- 1951 : Le Chevalier au masque de dentelle (The Highwayman) de Lesley Selander
- 1952 : Ça pousse sur les arbres (It Grows on Trees) d'Arthur Lubin
- 1952 : Une fille à bagarres (Scarlet Angel) de Sidney Salkow
- 1952 : Le monde lui appartient (The World in His Arms) de Raoul Walsh
- 1952 : Quand tu me souris (Meet Danny Wilson) de Joseph Pevney
- 1953 : Désir de femme (All I Desire) de Douglas Sirk
- 1953 : Le Gentilhomme de la Louisiane (The Mississippi Gambler) de Rudolph Maté
- 1953 : Deux Nigauds chez Vénus (Abbott and Costello Go to Mars) de Charles Lamont
- 1953 : La Légende de l'épée magique (The Golden Blade) de Nathan Juran
- 1954 : Romance inachevée (The Glenn Miller Story) d'Anthony Mann
- 1955 : Les Survivants de l'infini (This Island Earth) de Joseph M. Newman et Jack Arnold
- 1955 : Tout ce que le ciel permet (All That Heaven Allows) de Douglas Sirk
- 1955 : Deux Nigauds et les flics (Abbott and Costello Meet the Keystone Kops) de Charles Lamont
- 1955 : La Revanche de la créature (Revenge of the Creature) de Jack Arnold
- 1956 : Demain est un autre jour (There's Always Tomorrow) de Douglas Sirk
- 1956 : Ne dites jamais adieu (Never Say Goodbye) de Jerry Hopper
- 1956 : Écrit sur du vent (Written on the Wind) de Douglas Sirk
- 1957 : Istanbul de Joseph Pevney
- 1957 : L'Extravagant Monsieur Cory (Mister Cory) de Blake Edwards
- 1957 : Mon homme Godfrey (My Man Godfrey) d'Henry Koster
- 1957 : L'Homme aux mille visages (Man of a Thousand Faces) de Joseph Pevney
- 1958 : Le Démon de midi (This Happy Feeling) de Blake Edwards
- 1958 : Le Monstre des abîmes (Monster on the Campus) de Jack Arnold
- 1959 : Mirage de la vie (Imitation of Life) de Douglas Sirk
- 1959 : Simon le pêcheur (The Big Fisherman) de Frank Borzage
- 1960 : Le Diable dans la peau (Hell Bent for Leather) de George Sherman
- 1960 : Spartacus de Stanley Kubrick
- 1960 : Meurtre sans faire-part (Portrait in Black) de Michael Gordon
- 1961 : Le Roi des imposteurs (The Great Impostor) de Robert Mulligan
- 1964 : Celui qui n'existait pas (The Night Walker) de William Castle
- 1965 : Chambre à part (That Funny Feeling) de Richard Thorpe

### Télévision
(séries, sauf mention contraire)
- 1959-1962 : Alfred Hitchcock présente (Alfred Hitchcock Presents), saisons 5 à 7, 44 épisodes
- 1960-1962 : Échec et mat (Chekmate), saisons 1 et 2, 7 épisodes
- 1962-1964 : Suspicion (The Alfred Hitchcock Hour), saisons 1 à 3, 38 épisodes
- 1963 : La Grande Caravane (Wagon Train), saison 7, épisode 4 The Widow O'Rourke Story de Joseph Pevney
- 1966 : Les Monstres (The Munsters), saison 2, épisode 18 Grand Chef Herman (Big Heap Herman) d'Ezra Stone
- 1968 : To Die in Paris, téléfilm de Charles S. Dubin et Allen Reisner

## Distinctions

### Récompense
- Oscars 1961 : Oscar des meilleurs décors, catégorie couleur, pour Spartacus.

### Nominations
- Quatre nominations à l'Oscar des meilleurs décors :
  - En 1942, catégorie noir et blanc, pour Lady Hamilton
  - En 1943, catégorie couleur, pour Le Livre de la jungle
  - En 1945, catégorie noir et blanc, pour Casanova le petit
  - Et en 1960, catégorie couleur, pour Simon le pêcheur